# ダイオライト記念
ダイオライト記念（ダイオライトきねん）は、千葉県競馬組合が船橋競馬場で施行する地方競馬の重賞競走（ダートグレード競走）である。格付けはJpnII。農林水産大臣より寄贈賞が提供されており、正式名称は「農林水産大臣賞典 ダイオライト記念（のうりんすいさんだいじんしょうてん ダイオライトきねん）」と表記される。
競走名の「ダイオライト」は1935年に農林官僚であり宮内官僚だった横屋潤・井上綱雄によってイギリスから輸入され、日本初のクラシック三冠馬セントライトなどを輩出した種牡馬で、千葉県成田市三里塚の宮内庁下総御料牧場に繋養されたことに由来する。
副賞は農林水産大臣賞、日本中央競馬会理事長賞、日本馬主協会連合会長奨励賞、日本地方競馬馬主振興協会会長賞、地方競馬全国協会理事長賞、開催執務委員長賞、また船橋競馬生産牧場賞とNAR生産牧場賞がある（2025年）。

## 概要
春のダート長距離重賞競走として施行される。

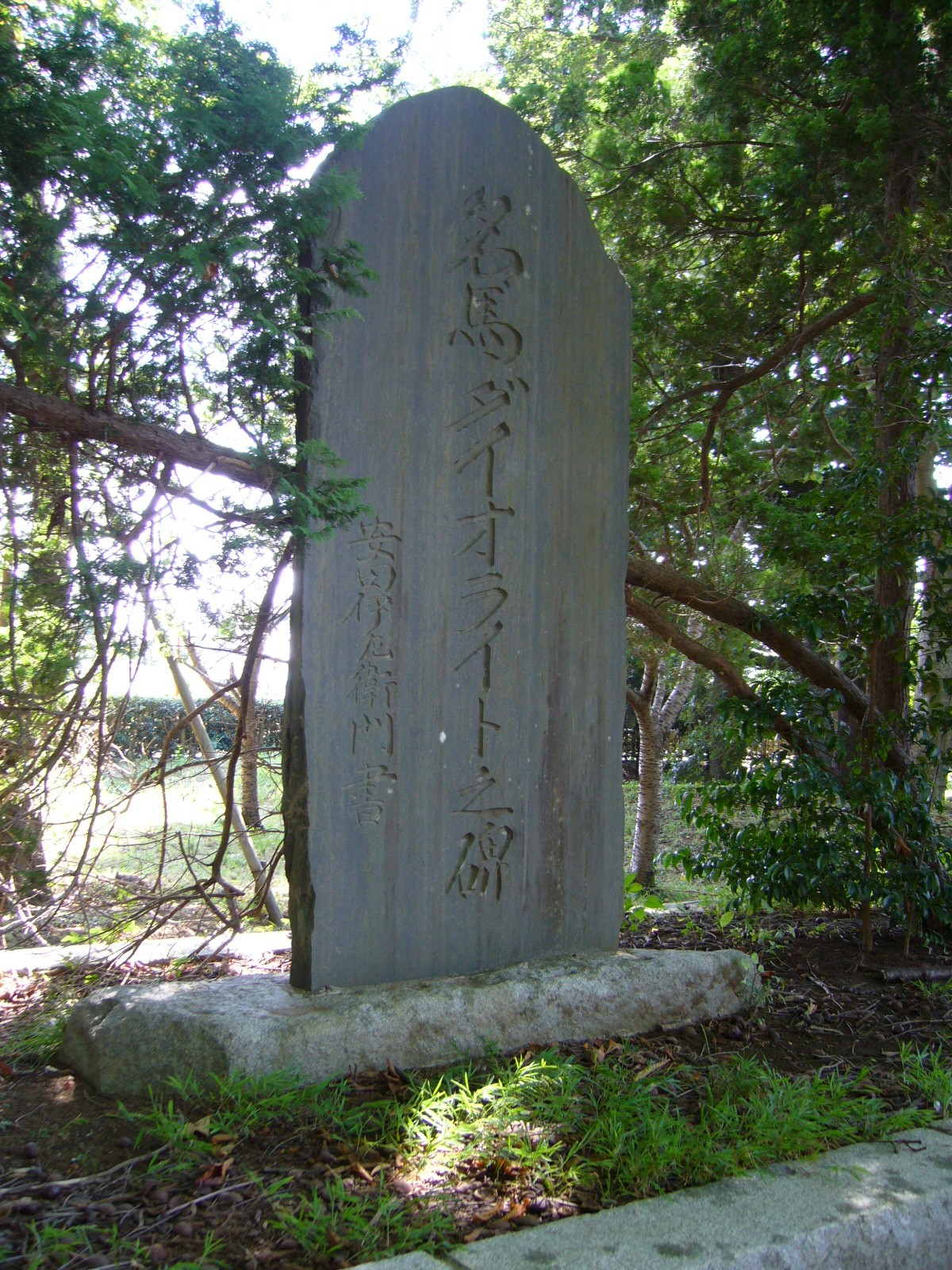
ダイオライトの記念碑（三里塚記念公園）

かつて移転前の旧名古屋競馬場で行われていた名古屋グランプリが現在行われているダートグレード競走の中で最長距離（2,500m）だったが、2022年度より現行の名古屋競馬場（弥富市）への移転で名古屋グランプリも距離が短縮（2,100m）されたため本競走が最長距離となった。
1956年に南関東所属の3歳（現4歳）・4歳（現5歳）牡馬による重賞競走として創設、第1回は船橋競馬場のダート1800mで施行された。
距離や競走条件は幾度かの変遷を経て、施行距離は1976年よりダート2400m、競走条件は1998年より5歳（現4歳）以上に変更され、現在に至る。
1996年から中央・地方全国指定交流競走となり、日本中央競馬会 (JRA) および他地区地方競馬所属馬も出走が可能になった。
1995年から南関東G1に格付けされた後、1998年からダートグレード競走（GII）に格付け。格付表記は日本がパートI国に昇格した2007年より、JpnIIに変更された。
2024年より古馬中距離路線のローテーション整備の一環で、グレード別定重量に変更することが発表されている。本競走の1か月後に川崎記念が移設されることにより、川崎記念の前哨戦となる。
1995年まではハンデキャップ競走であり、50kg以下の負担重量で優勝した馬もいた。

### 条件・賞金（2025年）
出走条件
サラブレッド系4歳以上、中央・地方選定馬
- フルゲート14頭
- 報知グランプリカップと金盃で上位2着以上の馬、報知オールスターカップの優勝馬に本競走の優先出走権が付与されている。

負担重量
別定。基本重量は4歳55kg(南半球産馬は1kg減)、5歳以上56kg、牝馬2kg減で、前年3月12日から本年2月28日の間のGI/JpnI競走1着馬2kg増、GII/JpnII競走1着馬1kg増、前年3月11日以前のGI/JpnI競走1着馬1kg増となる（2歳戦は対象外）。
賞金
1着4500万円、2着1575万円、3着900万円、4着450万円、5着225万円。
優先出走権付与
2着以上の馬に川崎記念の優先出走権が付与される。

## 過去の賞金額
中央競馬・地方競馬全国指定交流競走に指定された1996年以降。
| 回数             | 総額賞金 （万円） | 1着賞金 （万円） | 2着賞金 （万円） | 3着賞金 （万円） | 4着賞金 （万円） | 5着賞金 （万円） |
| ---------------- | ----------------- | ---------------- | ---------------- | ---------------- | ---------------- | ---------------- |
| 第41回（1996年） | 6,800             | 4,000            | 1,400            | 800              | 400              | 200              |
| 第42回（1997年） | 6,800             | 4,000            | 1,400            | 800              | 400              | 200              |
| 第43回（1998年） | 7,650             | 4,500            | 1,575            | 900              | 450              | 225              |
| 第44回（1999年） | 7,650             | 4,500            | 1,575            | 900              | 450              | 225              |
| 第45回（2000年） | 7,650             | 4,500            | 1,575            | 900              | 450              | 225              |
| 第46回（2001年） | 7,650             | 4,500            | 1,575            | 900              | 450              | 225              |
| 第47回（2002年） | 7,650             | 4,500            | 1,575            | 900              | 450              | 225              |
| 第48回（2003年） | 7,650             | 4,500            | 1,575            | 900              | 450              | 225              |
| 第49回（2004年） | 7,650             | 4,500            | 1,575            | 900              | 450              | 225              |
| 第50回（2005年） | 7,650             | 4,500            | 1,575            | 900              | 450              | 225              |
| 第51回（2006年） | 6,800             | 4,000            | 1,400            | 800              | 400              | 200              |
| 第52回（2007年） | 6,800             | 4,000            | 1,400            | 800              | 400              | 200              |
| 第53回（2008年） | 6,800             | 4,000            | 1,400            | 800              | 400              | 200              |
| 第54回（2009年） | 6,800             | 4,000            | 1,400            | 800              | 400              | 200              |
| 第55回（2010年） | 6,800             | 4,000            | 1,400            | 800              | 400              | 200              |
| 第56回（2011年） | 6,800             | 4,000            | 1,400            | 800              | 400              | 200              |
| 第57回（2012年） | 6,800             | 4,000            | 1,400            | 800              | 400              | 200              |
| 第58回（2013年） | 5,440             | 3,200            | 1,120            | 640              | 320              | 160              |
| 第59回（2014年） | 5,440             | 3,200            | 1,120            | 640              | 320              | 160              |
| 第60回（2015年） | 5,440             | 3,200            | 1,120            | 640              | 320              | 160              |
| 第61回（2016年） | 5,440             | 3,200            | 1,120            | 640              | 320              | 160              |
| 第62回（2017年） | 5,440             | 3,200            | 1,120            | 640              | 320              | 160              |
| 第63回（2018年） | 5,440             | 3,200            | 1,120            | 640              | 320              | 160              |
| 第64回（2019年） | 5,440             | 3,200            | 1,120            | 640              | 320              | 160              |
| 第65回（2020年） | 5,440             | 3,200            | 1,120            | 640              | 320              | 160              |
| 第66回（2021年） | 5,440             | 3,200            | 1,120            | 640              | 320              | 160              |
| 第67回（2022年） | 5,440             | 3,200            | 1,120            | 640              | 320              | 160              |
| 第68回（2023年） | 6,800             | 4,000            | 1,400            | 800              | 400              | 200              |
| 第69回（2024年） | 7,650             | 4,500            | 1,575            | 900              | 450              | 225              |

|}

## 歴史
- 1956年 - 船橋競馬場の4歳（現3歳）・5歳（現4歳）牡馬限定・南関東地区の重賞競走、ダイオライト記念として創設。
- 1957年 - 出走資格を4歳（現3歳）・5歳（現4歳）に変更。
- 1961年
  - 出走資格を5歳（現4歳）以上に変更。
  - 施行距離をダート2000mに変更。
- 1962年 - 出川己代造が調教師として史上初の連覇。
- 1965年 - 出走資格を4歳（現3歳）以上に変更。
- 1976年 - 施行距離をダート2400mに変更。
- 1979年
  - 農林水産大臣賞典となる[5]。
  - エドノボルが史上初の連覇。
  - 川島正行が騎手として史上初の3連覇。
  - 石川忠良が調教師として2人目の連覇。
- 1982年
  - ホツカイサツケンが2頭目の連覇。
  - 太田進が調教師として3人目の連覇。
- 1995年 - 南関東グレード施行によりG1に格付け。
- 1996年
  - 中央・地方全国指定交流競走に指定。
  - 負担重量をハンデキャップから定量に変更。
- 1998年
  - ダート競走格付け委員会にGII（統一GII）に格付け。
  - 出走資格を5歳(現4歳)以上に変更。
- 1999年
  - アブクマポーロが3頭目の連覇。
  - 出川克己が調教師として4人目の連覇。
- 2001年 - 馬齢表示の国際基準への変更に伴い、出走条件が「5歳以上」から「4歳以上」に変更。
- 2007年 - 国際セリ名簿基準委員会 (ICSC) の勧告にともない、重賞格付け表記をJpnIIに変更。南関東グレードは併記しないことになった。
- 2009年
  - フリオーソが4頭目の連覇。
  - 川島正行が調教師として5人目の連覇。
- 2011年 - 東北地方太平洋沖地震の影響により当初の3月16日から5月2日に延期[6]。「震災復興支援競走」として実施。
- 2016年
  - クリソライトが5頭目の連覇。
  - 音無秀孝が調教師として6人目の連覇。
- 2017年
  - この年からナイターで実施。
  - クリソライトが初の3連覇。
  - 音無秀孝が調教師として初の3連覇。
  - 武豊が騎手として2人目の3連覇。
- 2020年 - COVID-19の流行により客を入れずに「無観客競馬」として開催。
- 2021年 - 船橋競馬場の大規模改修工事のため客を入れずに「無観客競馬」として開催。
- 2022年 - ノーヴァレンダが優勝し、地方競馬所属馬として2009年のフリオーソ以来13年振りの勝利。
- 2024年 - 「全日本的なダート競走の体系整備」で負担重量が定量からグレード別定に変更[7]。

### 歴代優勝馬
すべて船橋競馬場ダートコースで施行。
優勝馬の馬齢は、2000年以前も現行表記に揃えている。
| 回数   | 施行日        | 距離  | 優勝馬             | 性齢 | 所属 | タイム | 優勝騎手       | 管理調教師 | 馬主                                       |
| ------ | ------------- | ----- | ------------------ | ---- | ---- | ------ | -------------- | ---------- | ------------------------------------------ |
| 第1回  | 1956年3月15日 | 1800m | フリスコダウ       | 牡4  | 大井 | 1:54.2 | 須田茂         | 田中利衛   | 長沢広吉                                   |
| 第2回  | 1957年3月6日  | 1800m | コスモライト       | 牡4  | 大井 | 1:55.1 | 長沢保作       | 小暮嘉久   | 北沢元男                                   |
| 第3回  | 1958年3月5日  | 1800m | ヴアイオラ         | 牝4  | 船橋 | 1:54.4 | 須田茂         | 佐竹梅治   | 白井新平                                   |
| 第4回  | 1959年3月12日 | 1800m | シヤチオー         | 牡4  | 大井 | 1:54.2 | 武智一夫       | 栗田金吾   | 大久保常吉                                 |
| 第5回  | 1960年3月3日  | 1800m | オパールオー       | 牡4  | 大井 | 1:55.7 | 朝倉文四郎     | 三坂博     | 三坂成行                                   |
| 第6回  | 1961年5月4日  | 2000m | ダイサンコトブキ   | 牡4  | 船橋 | 2:06.8 | 宮下哲朗       | 出川己代造 | 出川日出                                   |
| 第7回  | 1962年3月2日  | 2000m | ダイニコトブキ     | 牡7  | 船橋 | 2:07.8 | 勝又衛         | 出川己代造 | 出川日出                                   |
| 第8回  | 1963年2月5日  | 2000m | ソウルユートピア   | 牡6  | 大井 | 2:08.1 | 宮下紀英       | 大久保周造 | 小林国威                                   |
| 第9回  | 1964年3月3日  | 2000m | ゲイリング         | 牡5  | 船橋 | 2:05.8 | 溝辺正         | 出川己代造 | 鈴木晴                                     |
| 第10回 | 1965年3月3日  | 2000m | デイジーマサル     | 牡6  | 川崎 | 2:06.3 | 大和田五郎     | 細川一吉   | 倉本史士                                   |
| 第11回 | 1966年3月13日 | 2000m | ヒデミドリ         | 牡6  | 船橋 | 2:06.3 | 溝辺正         | 滝沢久夫   | 滝沢正子                                   |
| 第12回 | 1967年3月8日  | 2000m | フシミカブト       | 牡4  | 川崎 | 2:05.6 | 佐々木竹見     | 八木正雄   | 酒井光男                                   |
| 第13回 | 1968年3月27日 | 2000m | シントー           | 牡6  | 浦和 | 2:05.8 | 泉孝           | 米山仲司   | 藤代由太郎                                 |
| 第14回 | 1969年3月1日  | 2000m | タケデンボー       | 牡4  | 船橋 | 2:05.0 | 溝辺正         | 宮下佐平   | 武市伝一                                   |
| 第15回 | 1970年3月8日  | 2000m | アポスピード       | 牡4  | 大井 | 2:08.3 | 須田茂         | 阪本正太郎 | 佐藤清之助                                 |
| 第16回 | 1971年3月17日 | 2000m | オーナーズラツク   | 牡4  | 川崎 | 2:07.6 | 佐々木竹見     | 大沼五郎   | 米元幹男                                   |
| 第17回 | 1972年3月22日 | 2000m | サンヒコー         | 牡6  | 船橋 | 2:06.8 | 赤間清松       | 粕谷清隆   | 平野修一                                   |
| 第18回 | 1973年3月14日 | 2000m | マルイチキング     | 牡4  | 船橋 | 2:07.9 | 角田次男       | 宮下仁     | 松本雄吉                                   |
| 第19回 | 1974年1月14日 | 2000m | ダイニカツハル     | 牡5  | 船橋 | 2:06.6 | 桑島孝春       | 佐々木昭   | 山崎一利                                   |
| 第20回 | 1975年3月6日  | 2000m | マルイチダイオー   | 牡4  | 船橋 | 2:06.6 | 角田次男       | 宮下仁     | 松本雄吉                                   |
| 第21回 | 1976年3月25日 | 2400m | ヒデノアラシ       | 牡4  | 川崎 | 2:31.4 | 佐々木竹見     | 勝又泉     | 横山秀男                                   |
| 第22回 | 1977年3月23日 | 2400m | ホウユウヒダカ     | 牡4  | 船橋 | 2:31.8 | 川島正行       | 谷口源吾   | 竹田巌                                     |
| 第23回 | 1978年3月21日 | 2400m | エドノボル         | 牡4  | 船橋 | 2:34.4 | 川島正行       | 石川忠良   | 越塚義昌                                   |
| 第24回 | 1979年3月22日 | 2400m | エドノボル         | 牡5  | 船橋 | 2:33.0 | 川島正行       | 石川忠良   | 越塚義昌                                   |
| 第25回 | 1980年3月20日 | 2400m | カツアール         | 牡4  | 大井 | 2:31.6 | 松本勉         | 秋谷元次   | 栗林英雄                                   |
| 第26回 | 1981年3月18日 | 2400m | ホツカイサツケン   | 牡5  | 大井 | 2:33.4 | 赤間清松       | 太田進     | 石田允泉                                   |
| 第27回 | 1982年3月24日 | 2400m | ホツカイサツケン   | 牡6  | 大井 | 2:33.2 | 赤間清松       | 太田進     | 石田允泉                                   |
| 第28回 | 1983年3月23日 | 2400m | クリダンサス       | 牡6  | 大井 | 2:34.7 | 的場文男       | 倉内賢     | 栗崎清治                                   |
| 第29回 | 1984年3月20日 | 2400m | ユーモアエース     | 牡6  | 船橋 | 2:34.6 | 石崎隆之       | 出川己代造 | 柴順一                                     |
| 第30回 | 1985年3月21日 | 2400m | ロツキータイガー   | 牡4  | 船橋 | 2:30.9 | 桑島孝春       | 泉孝       | 児玉孝                                     |
| 第31回 | 1986年3月19日 | 2400m | アイランドテリオス | 牡5  | 船橋 | 2:31.3 | 張田京         | 波多野高次 | 嶋村二三男                                 |
| 第32回 | 1987年3月18日 | 2400m | アイランドハンター | 牡4  | 船橋 | 2:29.7 | 木村騎一       | 安藤栄作   | 嶋村二三男                                 |
| 第33回 | 1988年3月23日 | 2400m | クリノサンフオード | 牡6  | 大井 | 2:32.7 | 秋田実         | 久保與造   | 栗山道郎                                   |
| 第34回 | 1989年3月22日 | 2400m | ハイエースボーイ   | 牡5  | 船橋 | 2:36.3 | 森勇           | 栗原清     | 中村和夫                                   |
| 第35回 | 1990年3月28日 | 2400m | フジノダンサー     | 牝4  | 船橋 | 2:37.3 | 石崎隆之       | 須永和良   | 白井勇                                     |
| 第36回 | 1991年3月27日 | 2400m | ニホンベレーザ     | 牝4  | 船橋 | 2:36.1 | 佐藤隆         | 吉田馨     | 原山幸男                                   |
| 第37回 | 1992年3月20日 | 2400m | ハセカツトップ     | 牡4  | 大井 | 2:37.6 | 的場文男       | 大山一男   | 長谷川泰一                                 |
| 第38回 | 1993年3月25日 | 2400m | モガミキッカ       | 牡5  | 船橋 | 2:37.8 | 石崎隆之       | 川島正行   | （株）モガミホースクラブ                   |
| 第39回 | 1994年3月10日 | 2400m | ハセカツトップ     | 牡6  | 大井 | 2:34.8 | 的場文男       | 大山一男   | 長谷川泰一                                 |
| 第40回 | 1995年3月15日 | 2400m | アクアライデン     | 牝4  | 大井 | 2:38.2 | 桑島孝春       | 五百藏幸雄 | 坪野谷和平                                 |
| 第41回 | 1996年3月20日 | 2400m | ホクトベガ         | 牝6  | JRA  | 2:31.3 | 横山典弘       | 中野隆良   | 金森森商事（株）                           |
| 第42回 | 1997年3月5日  | 2400m | デュークグランプリ | 牡6  | JRA  | 2:35.0 | 岡部幸雄       | 小西一男   | 石原春夫                                   |
| 第43回 | 1998年3月18日 | 2400m | アブクマポーロ     | 牡6  | 船橋 | 2:35.3 | 石崎隆之       | 出川克己   | 鑓水秋則                                   |
| 第44回 | 1999年3月17日 | 2400m | アブクマポーロ     | 牡7  | 船橋 | 2:32.0 | 石崎隆之       | 出川克己   | （株）デルマークラブ                       |
| 第45回 | 2000年3月8日  | 2400m | マイターン         | 牡5  | JRA  | 2:36.7 | 橋本美純       | 宮徹       | 下井道博                                   |
| 第46回 | 2001年3月14日 | 2400m | リージェントブラフ | 牡5  | JRA  | 2:33.5 | 吉田豊         | 大久保洋吉 | 大原詔宏                                   |
| 第47回 | 2002年3月27日 | 2400m | インテリパワー     | 牡7  | 船橋 | 2:30.7 | 張田京         | 川島正行   | 佐橋五十雄                                 |
| 第48回 | 2003年3月26日 | 2400m | カネツフルーヴ     | 牡6  | JRA  | 2:29.6 | 松永幹夫       | 山本正司   | （株）ローレルレーシング                   |
| 第49回 | 2004年3月24日 | 2400m | ミツアキタービン   | 牡4  | 笠松 | 2:30.2 | 東川公則       | 田口輝彦   | 山本光明                                   |
| 第50回 | 2005年3月16日 | 2400m | パーソナルラッシュ | 牡4  | JRA  | 2:36.4 | 安藤勝己       | 山内研二   | 深見富朗                                   |
| 第51回 | 2006年3月15日 | 2400m | ヴァーミリアン     | 牡4  | JRA  | 2:34.9 | 内田博幸       | 石坂正     | （有）サンデーレーシング                   |
| 第52回 | 2007年3月7日  | 2400m | キクノアロー       | 牡4  | JRA  | 2:33.5 | 安藤勝己       | 目野哲也   | 菊池五郎                                   |
| 第53回 | 2008年3月5日  | 2400m | フリオーソ         | 牡4  | 船橋 | 2:34.7 | 戸崎圭太       | 川島正行   | ダーレー・ジャパン・ファーム（有）         |
| 第54回 | 2009年3月11日 | 2400m | フリオーソ         | 牡5  | 船橋 | 2:32.1 | 戸崎圭太       | 川島正行   | ダーレー・ジャパン・ファーム（有）         |
| 第55回 | 2010年3月10日 | 2400m | フサイチセブン     | 牡4  | JRA  | 2:31.3 | 内田博幸       | 松田国英   | 関口房朗                                   |
| 第56回 | 2011年5月2日  | 2400m | スマートファルコン | 牡6  | JRA  | 2:33.2 | 武豊           | 小崎憲     | 大川徹                                     |
| 第57回 | 2012年3月14日 | 2400m | ランフォルセ       | 牡6  | JRA  | 2:34.7 | 横山典弘       | 萩原清     | （有）キャロットファーム                   |
| 第58回 | 2013年3月13日 | 2400m | オースミイチバン   | 牡4  | JRA  | 2:35.1 | 川島信二       | 荒川義之   | （株）オースミ                             |
| 第59回 | 2014年3月19日 | 2400m | ニホンピロアワーズ | 牡7  | JRA  | 2:34.6 | 酒井学         | 大橋勇樹   | 小林百太郎                                 |
| 第60回 | 2015年3月11日 | 2400m | クリソライト       | 牡5  | JRA  | 2:33.6 | 武豊           | 音無秀孝   | （有）キャロットファーム                   |
| 第61回 | 2016年3月9日  | 2400m | クリソライト       | 牡6  | JRA  | 2:36.4 | 武豊           | 音無秀孝   | （有）キャロットファーム                   |
| 第62回 | 2017年3月15日 | 2400m | クリソライト       | 牡7  | JRA  | 2:37.8 | 武豊           | 音無秀孝   | （有）キャロットファーム                   |
| 第63回 | 2018年3月14日 | 2400m | ケイティブレイブ   | 牡5  | JRA  | 2:34.8 | 福永祐一       | 杉山晴紀   | 瀧本和義                                   |
| 第64回 | 2019年3月13日 | 2400m | チュウワウィザード | 牡4  | JRA  | 2:37.3 | 川田将雅       | 大久保龍志 | 中西忍                                     |
| 第65回 | 2020年3月11日 | 2400m | アナザートゥルース | セ6  | JRA  | 2:36.6 | C.ルメール     | 高木登     | （株）ノルマンディーサラブレッドレーシング |
| 第66回 | 2021年3月17日 | 2400m | ダノンファラオ     | 牡4  | JRA  | 2:34.5 | 川田将雅       | 矢作芳人   | （株）ダノックス                           |
| 第67回 | 2022年3月23日 | 2400m | ノーヴァレンダ     | 牡6  | 川崎 | 2:37.2 | 森泰斗         | 内田勝義   | （有）キャロットファーム                   |
| 第68回 | 2023年3月15日 | 2400m | グロリアムンディ   | 牡5  | JRA  | 2:37.2 | 川田将雅       | 大久保龍志 | 吉田和美                                   |
| 第69回 | 2024年3月6日  | 2400m | セラフィックコール | 牡4  | JRA  | 2:33.9 | B.ムルザバエフ | 寺島良     | （有）キャロットファーム                   |
| 第70回 | 2025年3月12日 | 2400m | セラフィックコール | 牡5  | JRA  | 2:34.7 | M.デムーロ     | 寺島良     | （有）キャロットファーム                   |

#### 各回競走結果の出典
- ダイオライト記念競走優勝馬 - 南関東4競馬公式サイト